# Округ Верт (Западна Вирџинија)
Верт (енгл. Wirt County) је округ у америчкој савезној држави Западна Вирџинија.

## Демографија
По попису из 2010. године број становника је 5.717, што је 156 (-2,7%) становника мање него 2000. године.
| Група             | 2000.         | 2010.         |
| Белци             | 5.771 (98,3%) | 5.610 (98,1%) |
| Афроамериканци    | 17 (0,3%)     | 9 (0,2%)      |
| Азијати           | 6 (0,1%)      | 11 (0,2%)     |
| Хиспаноамериканци | 18 (0,3%)     | 26 (0,5%)     |
| Укупно            | 5.873         | 5.717         |